# Liste der Bischöfe und Erzbischöfe von Paris
Diese Liste enthält die Bischöfe und Erzbischöfe des Erzbistums Paris:

## Bischöfe
- um 250: Dionysius, 1. Bischof von Paris
- ???–??: Mallon (Mallo)
- ???–??: Masse (Maxe)
- ???–??: Marcus (Marc)
- ???–??: Adventus (Aventus)
- um 346: Victorinus, erster urkundlich gesicherter Bischof von Paris
- um 360: Paulus (Paul)
- ?–417?: Prudentius
- ?–436?: Marcellus, 9. Bischof von Paris
- ???–??: Vivianus (Vivien)
- ???–??: Felix
- ???–??: Flavianus (Flavien)
- ???–??: Ursicianus (Ursicin)
- ???–??: Apedinus (Apédine)
- ???–??: Heraclius (Héracle) (511 bis ca. 525?)
- ???–??: Probatius
- 533–545: Amelius
- 545–552: Saffarace
- um 550: Eusebius I.
- 550–576: Germanus, 20. Bischof von Paris
- 576–591: Ragnemod
- um 592: Eusebius II.
- ???–??: Faramonde
- um 601: Simplicius (Simplice)
- 614–625: Céraune (614–625)
- ???–??: Gendulf
- 625–626: Leudébert (Léodebert)
- 644–650: Audebert (Aubert)
- 650–656: Landericus (Landry) († 656), Gründer des Hôtel-Dieu de Paris
- 656–663: Chrodobertus
- ???–??: Sigebrand († 664)
- ???–666: Importunus
- 666–680: Agilbert (Egilbert)
- 690–692: Sigefroi
- 693–698: Turnoald
- ???–??: Adulphe
- ???–??: Bernechaire († 722)
- 720–730: Hugo von Champagne, auch Bischof von Rouen und Bayeux, Arnulfinger
- ???–??: Agilbert
- ???–??: Merseidus
- ???–??: Fédole
- ???–??: Ragnecapt
- ???–??: Radbert
- ???–??: Madalbert (Maubert)
- 757 bis um 775: Déofroi
- 775 bis um 795: Erchanrade I.
- ???–??: Ermanfroi (809?)
- 811–831: Inchad
- 831/2–857: Erchanrad II.
- 858–870: Aeneas
- 871–883: Ingelvin
- 884–886: Gauzlin (Rorgoniden)
- 886–911: Anscharic (Erzkanzler 892, 894–896 und 900–910)
- 911–922: Theodulphe
- 922–926: Fulrade
- 927 bis um 935: Adelhelme
- 937–941: Walter I., Sohn von Raoul Tourte
- ???–??: Constantius (ca. 954)
- 950–977: Albert von Flandern
- ???–??: Garin
- 979–980: Rainald I. (Renaud)
- 984–989: Lisiard († 19. April 989, bestattet in Saint-Germain-des-Près[1]) (Le Riche)
- 991–992: Gislebert (Engelbert) († 992)
- 991–1017: Renaud von Vendôme (Kanzler von Frankreich, Burchardinger)
- 1017–1020?: Azelin
- 1020–1030: Francon
- 1030–1060: Humbert (Imbert) de Vergy (Verzy)
- 1061–1095: Gottfried von Boulogne (Kanzler von Frankreich) (Haus Boulogne)
- ???–1102: Wilhelm I. von Montfort (Haus Montfort-l’Amaury)
- 1102–1104: Fulko
- 1104–1116: Galon
- 1116–1123: Gilbert
- 1123–1141: Stephan von Senlis (Kanzler von Frankreich)
- um 1143–1157: Theobald
- 1157–1159: Philipp, Sohn des Königs Ludwig VI. (Kapetinger)
- 1159–1160: Petrus Lombardus
- 1160–1196: Maurice de Sully
- 1196–1208: Eudes de Sully oder Odo von Sully
- 1208–1219: Pierre II. de la Chapelle (Le Riche)
- 1220–1223: Wilhelm II. von Seignelay (davor Bischof von Auxerre)
- 1224–1227: Barthélemy
- 1228–1249: Wilhelm von Auvergne
- 1249–1249: Walter II. de Château-Thierry (Juni bis 23. September 1249)
- 1250–1268: Renaud III. Mignon de Corbeil
- 1268–1279: Etienne II. Templier (Tempier)
  - Eudes de Juilly, 1279 Elekt (siehe Stammliste der Montmorency)
- 1280–1280: Jean de Allodio (23. März 1280)
- 1280–1288: Renaud IV. de Hombliéres
- um 1289: Adenolfus de Anagnia
- 1290–1304: Simon Matifort (Matifardi)
- 1304–1319: Wilhelm von Baufet
- 1319–1325: Etienne III. de Bouret
- 1325–1332: Hugues II. Michel
- 1332–1342: Guillaume V. de Chanac († 1348)
- 1342–1349: Foulques II. de Chanac
- 1349–1350: Audoin Aubert (Aubert (Familie))
- 1350–1352: Pierre III. de La Fôret (dann Erzbischof von Rouen 1352–1356; Kanzler von Frankreich 1349–1357 und 1359–1361; † 1361)
- 1353–1363: Jean I. de Meulent (auch Bischof von Noyon)
- 1362–1373: Etienne IV. de Poissy
- 1373–1384: Aimery de Magnac
- 1384–1409: Pierre IV. d’Orgemont (auch Bischof von Thérouanne)
- 1409–1420: Gérard de Montaigu (auch Bischof von Poitiers)
- 1420–1421: Jean Courtecuisse (danach Bischof von Genf)
- 1421–1422: Jean III. de La Rochetaillée (vorher Bischof von Genf, danach Erzbischof von Rouen)
- 1423–1426: Jean IV. de Nant (auch Bischof von Vienne)
- 1427–1438: Jacques du Chastelier (Châtelier)
- 1439–1447: Denis du Moulin
- 1447–1472: Guillaume Chartier
- 1473–1492: Louis de Beaumont de la Forêt
- 1492–1492: Gérard Gobaille
- 1492–1502: Jean-Simon de Champigny
- 1503–1519: Étienne de Poncher
- 1519–1532: François de Poncher
- 1532–1551: Jean du Bellay (auch Bischof von Limoges)
- 1551–1560: Eustache du Bellay
- 1564–1568: Guillaume Viole
- 1569–1588: Pierre de Gondi (auch Bischof von Langres)
- 1598–1622: Henri de Gondi (Koadjutor und Nachfolger seines Onkels; erster Kardinal von Retz)

## Erzbischöfe
- 1622–1654: Jean-François de Gondi (erster Erzbischof)
- 1654–1662: Jean-François Paul de Gondi
- 1662–1662: Pierre de Marca (26. Februar 1662 bis 29. Juni 1662)
- 1664–1671: Hardouin de Péréfixe
- 1671–1695: François Harlay de Champvallon
- 1695–1729: Louis-Antoine de Noailles
- 1729–1746: Charles Gaspard Guillaume de Vintimille du Luc
- 1746–1746: Jacques Bonne Gigault de Bellefonds (14. März 1746 bis 2. Juli 1746)
- 1746–1781: Christophe de Beaumont
- 1781–1802: Antoine Eleonore Léon Leclerc de Juigné
  - 1781–1793: Jean Baptiste Joseph Gobel (Konstitutioneller Bischof)
  - 1798–1801: Jean Baptiste Royer (Konstitutioneller Bischof)
- 1802–1808: Jean-Baptiste de Belloy
  - 1810–1817: Jean-Siffrein Maury
- 1817–1821: Alexandre Angélique de Talleyrand-Périgord
- 1821–1839: Hyacinthe-Louis de Quélen
- 1840–1848: Denis Auguste Affre
- 1848–1857: Auguste Sibour
- 1857–1862: François-Nicolas-Madeleine Morlot
- 1863–1871: Georges Darboy
- 1871–1886: Joseph Hippolyte Guibert
- 1886–1908: François-Marie-Benjamin Richard de la Vergne
- 1908–1920: Léon-Adolphe Amette
- 1920–1929: Louis-Ernest Dubois
- 1929–1940: Jean Verdier
- 1940–1949: Emmanuel Célestin Suhard
- 1949–1966: Maurice Feltin
- 1966–1968: Pierre Veuillot
- 1968–1981: François Marty
- 1981–2005: Jean-Marie Lustiger
- 2005–2017: André Armand Vingt-Trois
- 2017–2021: Michel Aupetit
- seit 2022: Laurent Ulrich